# Condado de Jackson (Ohio)
O Condado de Jackson é um dos 88 condados do Estado americano de Ohio. A sede do condado é Jackson, e sua maior cidade é Jackson. O condado possui uma área de 1 092 km² (dos quais 3 km² estão cobertos por água), uma população de 32 641 habitantes, e uma densidade populacional de 30 hab/km² (segundo o censo nacional de 2000). O condado foi fundado em 1816. O condado foi nomeado em homenagem a Andrew Jackson, herói da Guerra de 1812.